# Bupalus unicolora
Bupalus unicolora là một loài bướm đêm trong họ Geometridae.